# Burg Kaiserberg
Die Burg Kaiserberg ist eine abgegangene Höhenburg auf dem Kaiserberg im Duisburger Stadtteil Duissern im  Stadtbezirk Duisburg-Mitte in Nordrhein-Westfalen.

## Geschichte
Die Stadtarchäologie Duisburg geht davon aus, dass der strategisch bedeutende Geländepunkt Kaiserberg bereits in der Bronze- und Eisenzeit befestigt gewesen sein muss.
Noch heute zeugen Reste von Gräben und Wällen davon, dass der Kaiserberg zu verschiedenen Zeiten befestigt und als Burganlage genutzt wurde. So ist etwa ein Abschnittswall mit einem vorgelagerten Graben erhalten. Dieser wurde vermutlich in vorgeschichtlicher Zeit angelegt. Es wird vermutet, dass diese Befestigung in Zusammenhang mit der eisenzeitlichen Besiedelung im Umfeld steht. Danach sollen auch die Römer diesen militärisch wichtigen Ort, vermutlich mit einem vorgeschobenen Wachposten, in Besitz genommen haben.
Die Wallgrabenanlage wurde später noch einmal erneuert, denn ein neuerer, vermutlich frühmittelalterlicher Wall und ein weiterer Graben überschneiden die alte Anlage. Diese Erneuerung könnte mit dem Ausbau der Kaiserpfalz Duisburg im 10. Jahrhundert in Zusammenhang stehen. Möglicherweise entstand zu dieser Zeit auch der auf dem Hauptkamm des Kaiserbergs angelegte hohe Wall mit vorgelagertem Hanggraben.
Erst sehr viel später, d. h. in der Neuzeit, wurde eine weitere, sogenannte „Burg“ mit Aussichtsturm auf dem Kaiserberg angelegt. Von dieser zeugen eine Reihe von Ansichtskarten aus der Zeit um 1900.